# Bactrocera correcta
Bactrocera correcta es una mosca de la fruta de la familia Tephritidae que está ampliamente distribuida en sureste de Asia. Es una plaga muy importante en gran número de cultivos siendo Vietnam y Tailandia donde mayores daños se producen.

## Especies similares
Su coloración es parecida a la de B. dorsalis, pero tiene unas manchas faciales transversales y una banda lateral incompleta. También se parece a B. penecorrecta.

## Otra bibliografía
- Allwood, A.J., Chinajariyawong, A., Drew, R.A.I., et al. (1999) Host plant records for fruit flies (Diptera: Tephritidae) in south east Asia. Raffles Bulletin of Zoology Supplement 7:1-92.

- Datos: Q4840067
- Multimedia: Bactrocera correcta / Q4840067